# Abiã
O abiã é o termo que representa a pessoa que recentemente entrou para a religião do candomblé (novato), também chamado de filho de santo, após ter passado pelo ritual de lavagem de fio de contas e o bori (harmonização da ansiedade e dor). É o posição inicial hierarquica da religião, que poderá ser iniciada ou não, dependendo se o orixá solicitar este processo, passando a ser então um mebro iaô.

## Descrição
Abiã é a posição inicial na hierarquia da religião (antecede a iniciação/iaô); que representa a pessoa novata na religião (não iniciado). Devido isto não participa dos preceitos internos, apenas participa das festas públicas. Este ainda não possui um compromisso com o ilê (casa). Nesse período, terá a oportunidade de conhecer as pessoas e o funcionamento da casa. Caso algo não lhe agrade, poderá sair e procurar outra casa que seja do seu agrado ou de sua confiança.
Ao abiã, é permitido ajudar em quase todos serviços da casa/ilê - como por exemplo ajudar na limpeza dos animais que serão oferecidos em sacrifício - sempre orientado por um mais velho que diga o que ele pode ou não fazer. Essa fase é muito importante para se aprender vendo e ouvindo. As perguntas não são muito bem-vindas; observar e saber ouvir é a melhor maneira de se aprender. Quando um mais velho se dispor a falar, é recomendado abaixar-se e prestar atenção, com paciencia e sem interrupção. Pois os mais velhos já estão cansados e não têm muita paciência para muitas perguntas que o abiã gostaria de fazer. 

O abiã precisa ser submetido ao ritual ejé, um banho com sangue de animal.